# Kościół Chrystusa Dobrego Pasterza w Gdyni
Kościół Chrystusa Dobrego Pasterza w Gdyni – rzymskokatolicki kościół parafialny znajdujący się w Gdyni, w dzielnicy Cisowa. Znajduje się w dekanacie Gdynia-Chylonia należącym do archidiecezji gdańskiej.

## Historia
- 3 grudnia 1989 - Biskup Marian Przykucki erygował parafię[1].
- Lipiec 1992 - Rozpoczęcie budowy kościoła wg projektu Tadeusza Skwiercza.

## Opis
Kościół otacza las. W wieży-dzwonnicy znajdują się trzy dzwony: Dobry pasterz, Gwiazda Morza i Piotr-Opoka, odlane w Węgrowie. W prezbiterium znajduje się tabernakulum w kształcie winnego krzewu. Sięga ono do znajdującego się nad nim witrażu ukazującego Chrystusa Dobrego Pasterza. Wystrój kościoła nawiązuje do otaczającego go lasu (w tym lampy w kształcie żołędzi, witraże ukazujące cztery pory roku, oraz tabernakulum). Na chórze znajdują się 33-głosowe organy.

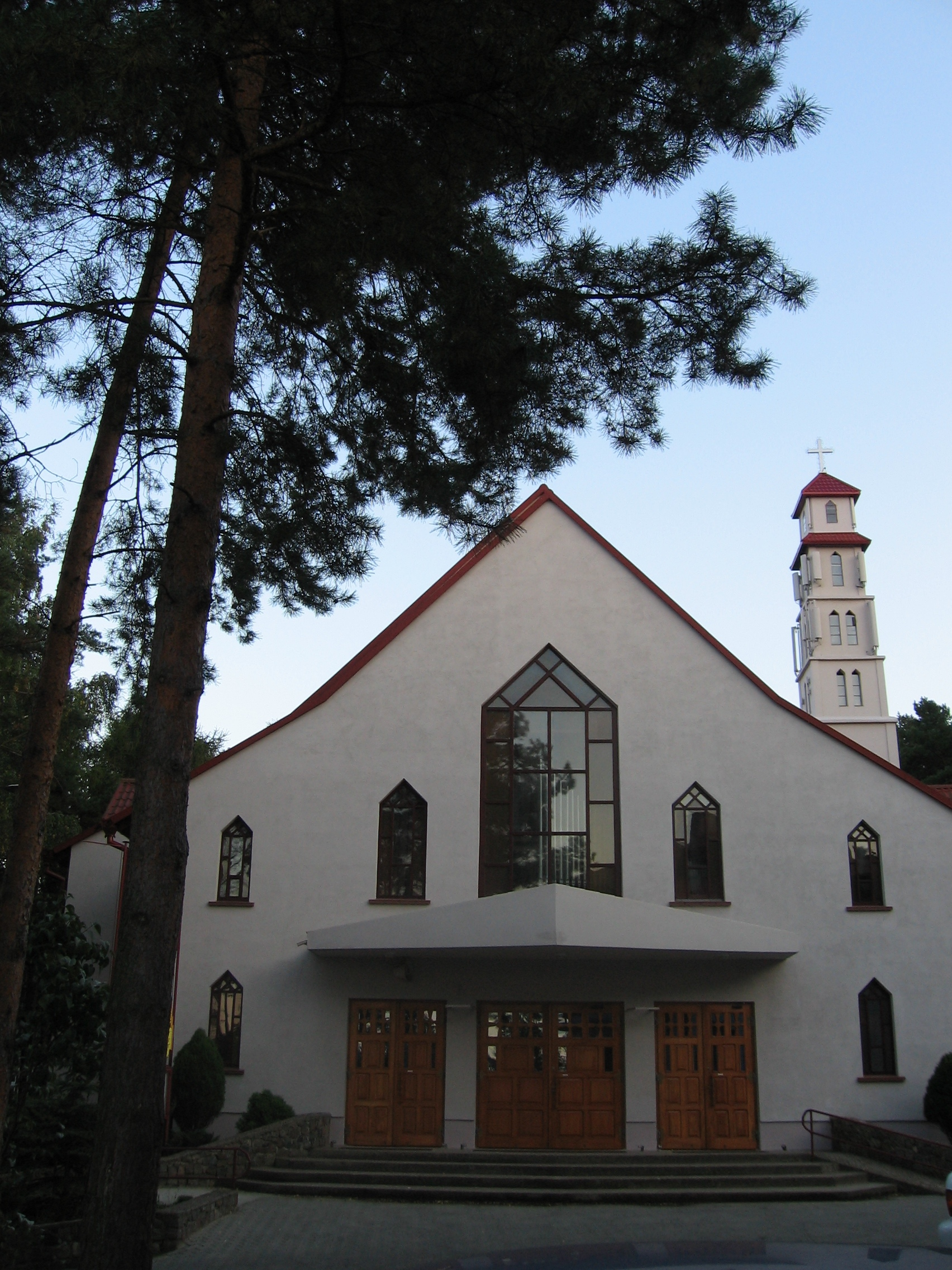
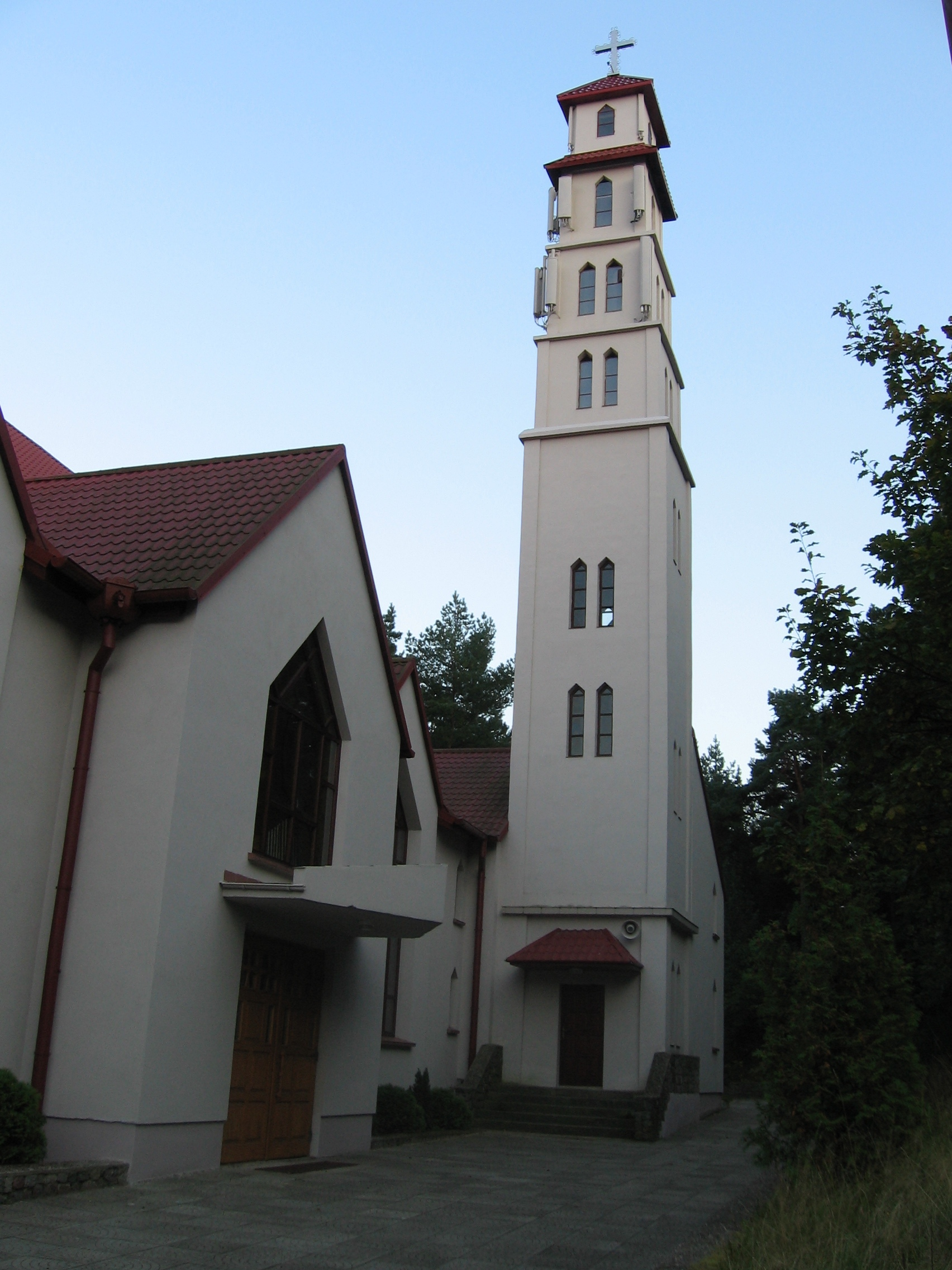